# Gamma Corps
Gamma Corps est le nom de deux équipes militaires appartenant à l'univers de Marvel Comics. Créée par le scénariste Frank Tieri et le dessinateur Carlos Ferreira, la première équipe apparaît pour la première fois dans le comic book World War Hulk: Gamma Corps #1 de 2007. La seconde équipe, également nommée Gamma Corps: Black, apparaît pour la première fois dans le comic book The Incredible Hulk #601 d'octobre 2009.
Les deux équipes ont été formées par le Général John Ryker pour affronter des sur-hommes exposés aux rayons Gamma comme Hulk. Les soldats ont été dotés de super-pouvoirs en employant l'ADN d'êtres mutés par les rayons Gamma.

## Biographie des deux équipes
Fondé par le Général John Ryker, le Gamma Corps est une escouade de cinq personnes dont la vie a été affectée négativement par l'existence de Hulk. Les individus reçurent un entrainement de soldat et furent modifiés par un traitement utilisant l'ADN de Hulk, de Doc Samson, du Leader, de l'Abomination et de Harpy,.
Très bien équipés, avec un arsenal hi-tech, ils furent tout d'abord envoyés éliminer  le soldat Benjamin Tibbits (connu sous le nom de Flux), un sujet d'expérience raté.
Rôdés, ils affrontèrent ensuite leur cible principale, Hulk, mais furent vaincus. L'équipe découvrit alors que le colosse vert n'était pas directement responsable de leurs situations individuelles, et elle décida de se lancer à la recherche des Illuminati.
Lorsque Norman Osborn reprend les reines du SHIELD qui devient le HAMMER, il parvint à localiser les soldats fugitifs et leur offrit un poste de chasseurs de primes, dans le but de retrouver Tony Stark / Iron Man, lui aussi en fuite. Satisfait de leurs actions, il charge le Général John Ryker de former une nouvelle équipe Gamma Corps: Black, composée de trois femmes. Leur but est de capturer Lyra /  Miss Hulk, originaire du futur dans un univers parallèle, elle est la fille de Hulk et de Thundra.

## Membres

### Première équipe
- Grey (Soldat Brian Talbot, le frère cadet du Général Talbot). Brillant stratège militaire ayant reçu un mélange d'ADN de Hulk et du Leader, entrainé aux arts martiaux. Il comptait prouver à son frère décédé qu'il pouvait faire ce qu'il n'avait jamais fait : détruire Hulk.
- Griffin (Soldat Eliot Franklin, l'ancien Clown du Cirque du Crime). Homme-oiseau basé sur la mutation de la Harpie, et possédant une salive corrosive. Il peut reprendre une apparence humaine à volonté. Il est présenté comme un sociopathe souffrant de troubles psychologiques.
- Mess (Caporal Nicole Martin, gravement blessée dans un accident de voiture provoqué par Hulk, où son jeune fils brûla vif.). On lui greffa des parties clonées du corps de l'Abomination. Tireuse d'élite de l'équipe.
- Monsieur Gideon (Sergent Gideon Wilson, père de Jim Wilson, blâmant Hulk pour la mort de son fils, mort du sida). Colosse traité aux rayons gamma et se battant avec des poings américains en titane.
- Prodige (Soldat Timothy Wilkerson). Nouveau-né gravement prématuré d'une femme héroïnomane, dont l'ADN fut modifié par celui du Leader, et le vieillissement accéléré artificiellement. Il possède un talent pour créer des armes de haute-technologie et est un télépathe de faible niveau, n'ayant pratiquement pas besoin de dormir.

### Seconde équipe
- Aberration
- Axon
- Morass